# Біла (Румунія)
Біла (рум. Bila) — село у повіті Джурджу в Румунії. Входить до складу комуни Скіту.
Село розташоване на відстані 35 км на південний захід від Бухареста, 31 км на північ від Джурджу.

## Населення
За даними перепису населення 2002 року у селі проживали 569 осіб, усі — румуни. Усі жителі села рідною мовою назвали румунську.